# Середньочеський кубок з футболу
Середньочеський кубок або Кубок Середньої Чехії (чеськ. Stredoceský Pohár) — кубкове змагання футбольних клубів з Праги і Середньочеського краю, що проводилося у 1918–1942 роках.

## Історія
Турнір був започаткований одразу після завершення Першої світової війни і став заміною Кубка милосердя, що проводився у 1906–1916 роках. Зазвичай поєдинки відбувались у другій частині календарного року, хоча нерідко затягувались і переносились, через що вирішальні матчі проходили на початку нового року.
З 1939 року паралельно також почав проводитись Кубок Чехії (1940–1946). Проведення Середньочеського кубка було припинене у 1942 році.

## Досягнення клубів
| Клуб                   | Переможець | Роки                                                 | Фіналіст | Роки                                           |
| ---------------------- | ---------- | ---------------------------------------------------- | -------- | ---------------------------------------------- |
| Спарта (Прага)         | 9          | 1918, 1919, 1920, 1923, 1924, 1925, 1931, 1934, 1936 | 8        | 1921, 1927, 1928, 1932, 1933, 1937, 1940, 1941 |
| Славія (Прага)         | 8          | 1922, 1926, 1927, 1928, 1930, 1932, 1935, 1941       | 5        | 1918, 1923, 1931, 1936, 1937                   |
| Вікторія (Жижков)      | 4          | 1921, 1929, 1933, 1940                               | 2        | 1919, 1920                                     |
| Богеміанс (Прага)      | 1          | 1942                                                 | 2        | 1924, 1935                                     |
| ЧАФК Виногради (Прага) |            |                                                      | 2        | 1925, 1926                                     |
| Кладно                 |            |                                                      | 2        | 1930, 1924                                     |
| Чехія Карлін (Прага)   |            |                                                      | 1        | 1922                                           |
| Лібень                 |            |                                                      | 1        | 1929                                           |
| СС Плінчнер (Прага)    |            |                                                      | 1        | 1941                                           |